# Генуя (вітрило)

Стаксель (виділено зеленим) і генуя (виділено блакитним).

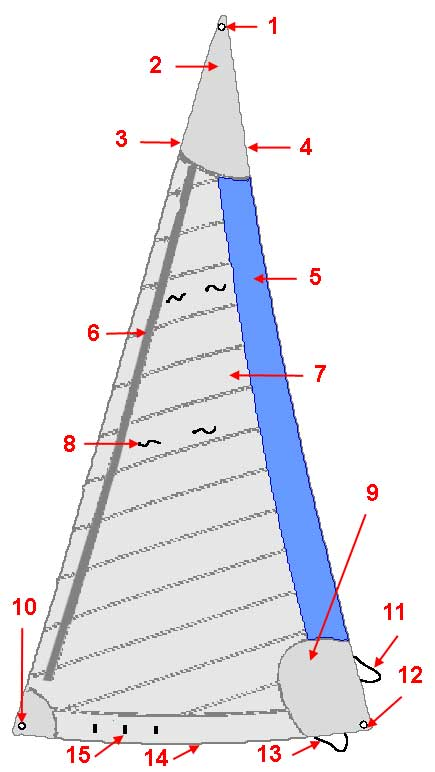
Будова генуї з патент-рифом: 1 — фаловий кут, 2 — бант фалового кута, 3 — передня шкаторина, 4 — задня шкаторина, 5 — протиультрафіолетове покриття, 6 — фольгована смуга, 7 — полотнище, 8 — чаклунчики, 9 — бант шкотового кута, 10 — галсовий кут, 11 — відтяжка задньої шкаторини, 12 — шкотовий кут, 13 — відтяжка нижньої шкаторини, 14 — нижня шкаторина, 15 — позначки патент-рифа

Ге́нуя — великий широкий стаксель зі шкотовим кутом, що далеко заходить назад за щоглу. Використовується на однощоглових шлюпах та на двощоглових суднах, таких як йоли і кечі. Велика площа дозволяє розвинути значну швидкість на легких і помірних вітрах, при сильному вітрі його замінюють на звичайний стаксель, часто зі спінакером. На яхті може бути кілька генуй, що позначаються номерами (№ 1, № 2 тощо). При цьому чим більше номер, тим генуя має міцнішу тканину, більш плоску форму і меншу площу.
Вітрило такого крою вперше використав бл. 1926 року шведський моряк і судновласник Свен Сален (1890—1969) на своїй 6-метровій яхті R-класу «May-Be», у Коппа-дель-Тіррено в Генуї, звідки й походить його назва. Генуя була успішно використана Саленом у перегонах Золотого Кубка Скандинавії 1927 року в Ойстер-Бей.
Види генуй
- гоустер (англ. ghoster) — дуже легка генуя для найслабших вітрів;
- дрифтер — легка генуя для слабких вітрів (до 2 балів);
- ричер — генуя з винесеним над палубою галсовим кутом для ходу повними курсами (60-120°) і при силі вітру до 6 балів.

Окрім того, застосовують генакер — вітрило, що поєднує в собі ознаки генуї і спінакера.